# 東厚保村
東厚保村（ひがしあつそん）は、山口県美祢郡にあった村。現在の美祢市東厚保町各町・伊佐町堀越にあたる。

## 地理
- 山岳 ： 草場山、後山、桜山
- 河川 ： 厚狭川

## 歴史
- 1889年（明治22年）4月1日 - 町村制の施行により、厚保川東村・山中村の区域をもって発足。
- 1954年（昭和29年）3月31日 - 大嶺町・伊佐町・於福村・西厚保村・豊浦郡豊田前町と合併して美祢市が発足。同日東厚保村廃止。

## 交通

### 鉄道路線
- - 美禰線（現・美祢線）
    - 四郎ヶ原駅

### 道路
現在は旧町域に中国自動車道の伊佐パーキングエリアが所在するが、当時は未開通。